# Тамм
Тамм (нім. Tamm) — місто в Німеччині, знаходиться в землі Баден-Вюртемберг. Підпорядковується адміністративному округу Штутгарт. Входить до складу району Людвігсбург.
Площа — 8,78 км2. Населення становить 12 628 ос. (станом на 31 грудня 2020).

## Галерея

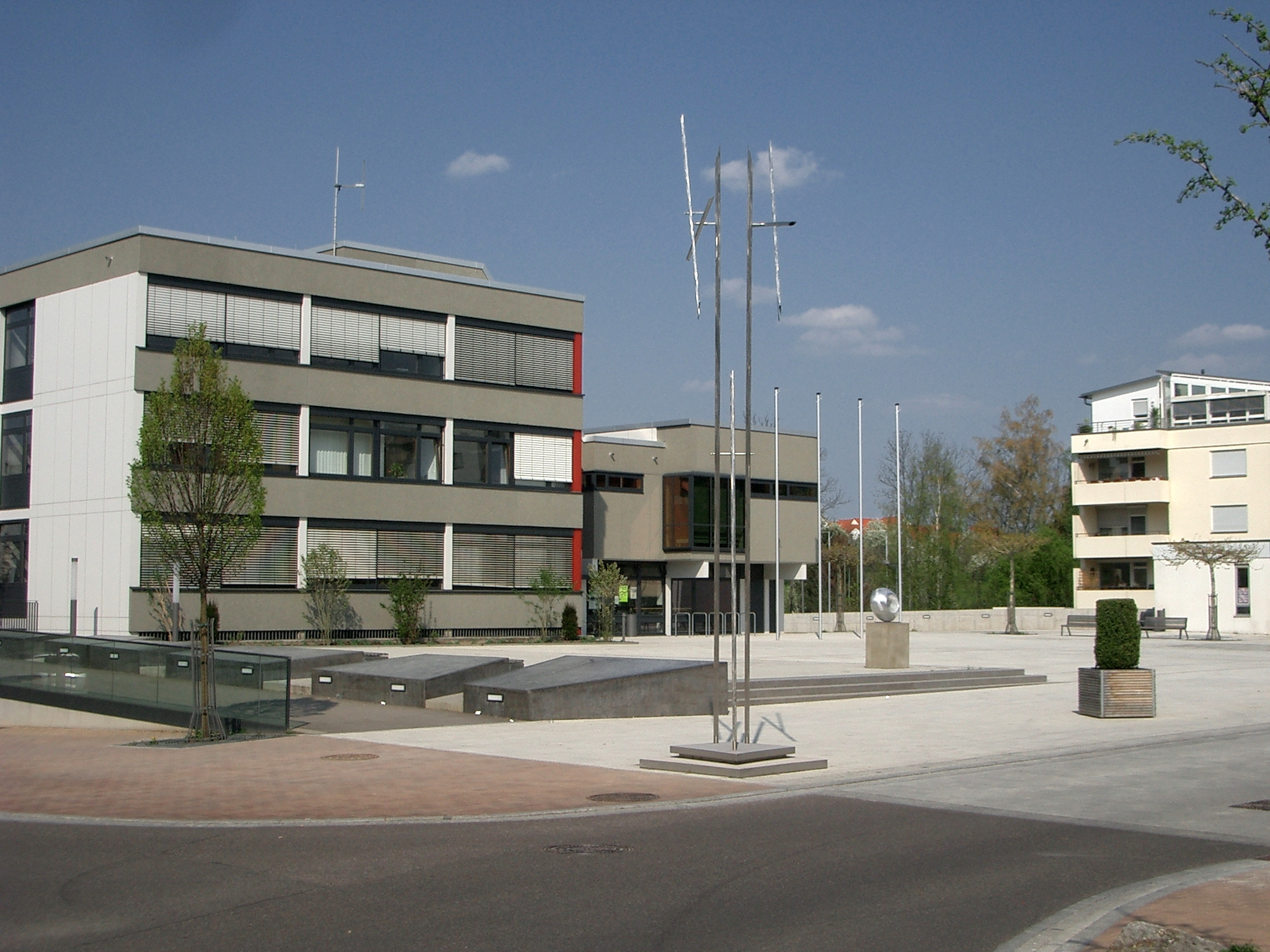
Ратуша
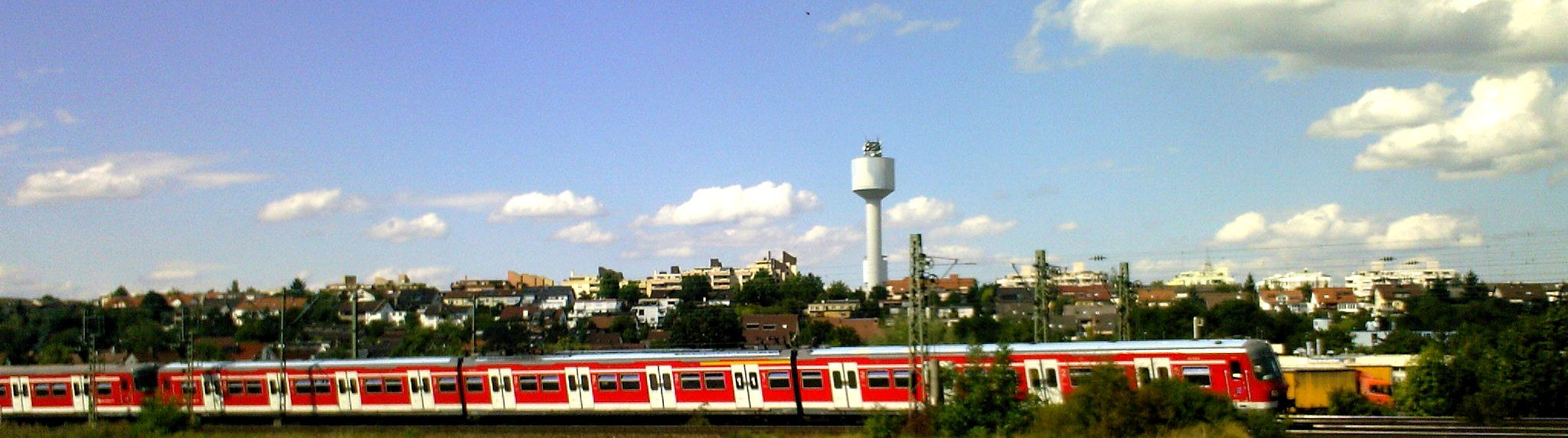